# Hermann I. (Lippe)
Hermann I. zur Lippe (* 11. Jahrhundert; † 1167 in Italien) war Herr der Herrschaft Lippe.

## Leben
Die Edelherren zur Lippe, Hermann I. und sein Bruder Bernhard I., werden erstmals 1123 erwähnt. Ihr Stammsitz war der Herrenhof Hermelinghof, der sich im Bereich der späteren Stadt Lippstadt befand.
Hermann gründete mit seinem Bruder um 1139 ein Kloster für Prämonstratenserinnen in Cappel. Nach dem Tode Bernhards übernahm er 1158 dessen Herrschaftsgebiet. Er war ein treuer Gefolgsmann Heinrichs des Löwen. Ihm verdankte er auch seinen Aufstieg: Er wurde Vogt seines gegründeten Klosters Cappel und war auch Vogt von Busdorf und Schötmar.

## Ehen und Nachkommen
Hermann I. war mit einer unbekannten Frau verheiratet und hatte mit ihr zwei Kinder:
- Hermann (* um 1138, † um 1163)
- Bernhard II. gründete die Städte Lippe (heute Lippstadt) und Lemgo.